# Анимантаркс
Анимантаркс (лат. Animantarx, от animatus и arx — живая крепость) — род травоядных динозавров семейства нодозавриды, живших в меловом периоде. Был тихоходным четвероногим, носившим тяжёлую броню, но не имел булавы на хвосте. Размер черепа был около 25 см в длину, что свидетельствует о размере животного не более 3 метров.

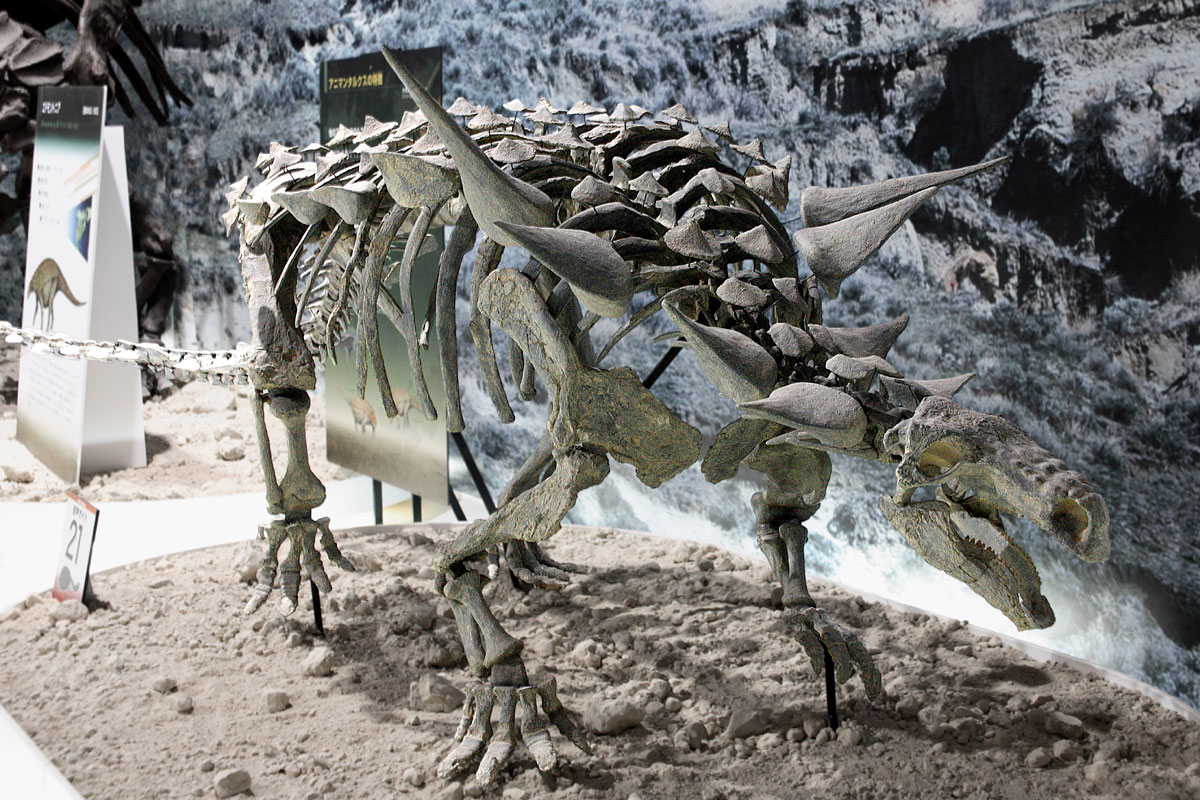
Реконструкция скелета анимантаркса
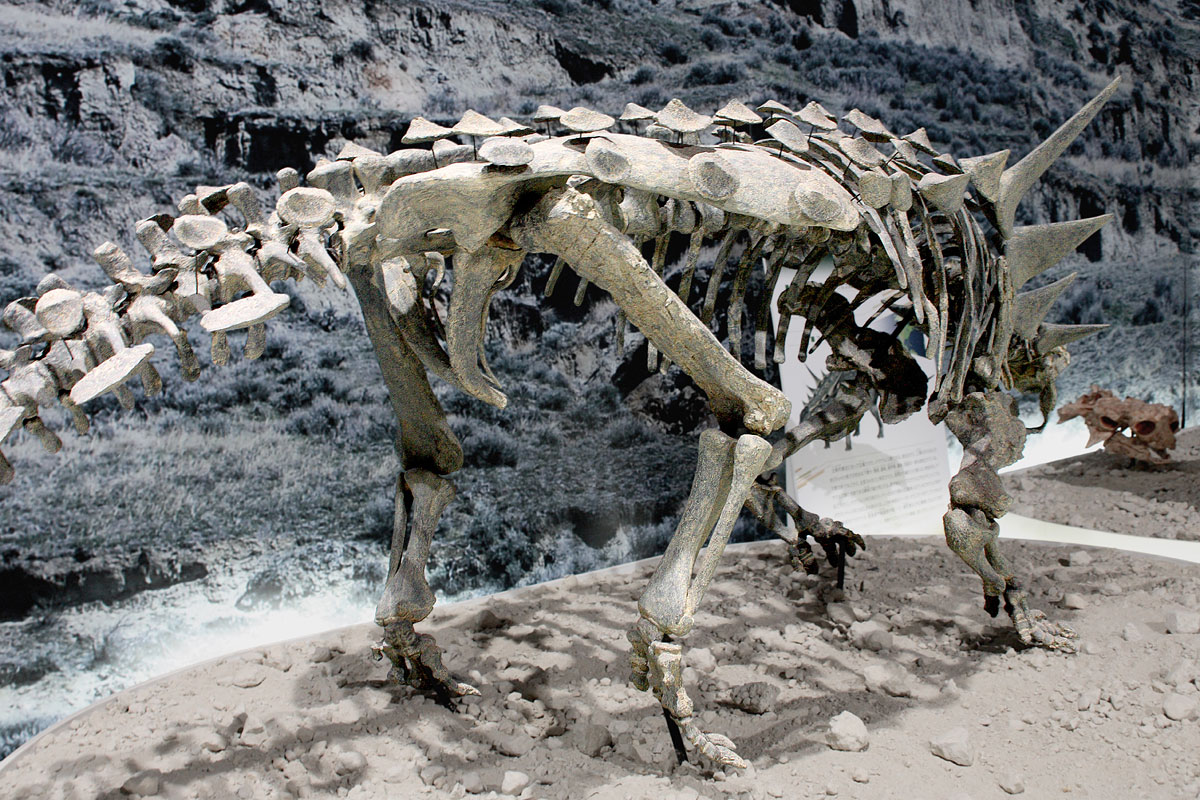

## История открытия и разновидности
Родовое название состоит из латинских слов animatus — «живой» и arx — «крепость» или «цитадель», указывая на бронированный панцирь животного. Также название является отсылкой к замечанию палеонтолога Р. С. Лулла об анкилозаврах, что «как и крепости, эти животные должны были быть практически неприступными». Типовой вид является единственным известным и называется А. ramaljonesi в честь его первооткрывателя, Рамала Джонса. Его жена, Кэрол Джонс, также обнаружила поблизости жившего в одно время с анимантарксом динозавра эоламбию.
На данный момент раскопан только один экземпляр анимантаркса. Останки включают нижнюю челюсть и заднюю половину черепа, несколько шейных и спинных позвонков, а также различные элементы конечностей. Анимантаркс характеризуется уникальным сочетанием анатомических особенностей, в том числе высоким сводом затылочной части черепа, маленькими отростками на заглазничных и челюстных костях головы, а также челюстью, бронированной только на половину своей длины.

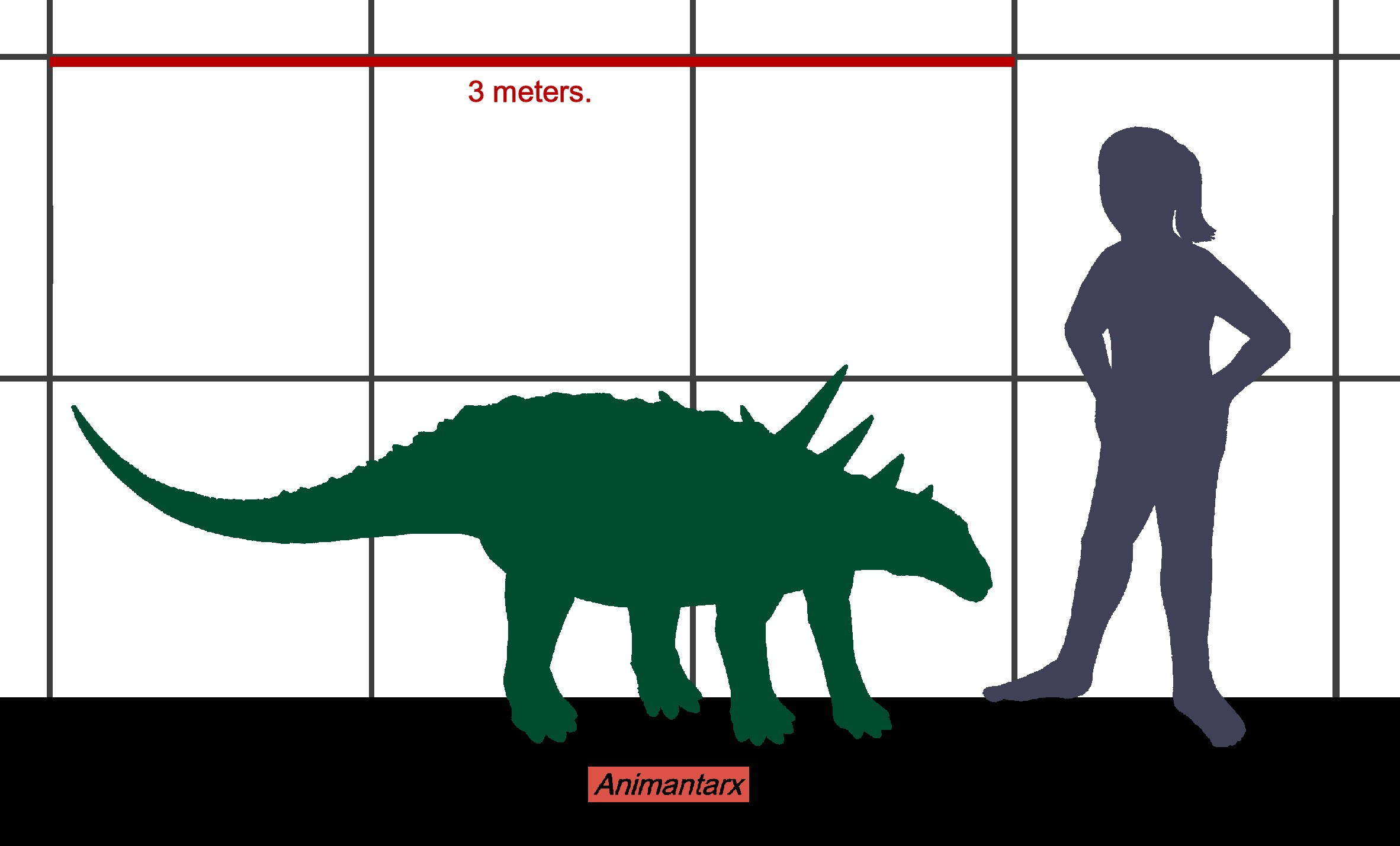
Анимантаркс в сравнении с человеком

Ископаемые останки были обнаружены в Массентучитском стратоне формации Сидар Маунтин в восточной части США в штате Юта. Считается, что эта часть формации представляет собой слои верхнего альбского яруса и нижнего сеноманского яруса мелового периода (106—97 миллионов лет назад). В Массентучите найдены останки по крайней мере 80 других видов позвоночных: рыб, лягушек, ящериц, змей, крокодилов, динозавров, птиц, млекопитающих. Останки большинства из них не полны и не названы. Многие группы динозавров представлены окаменелостями из этой части формации, включая хищных теропод, а также несколько различных типов травоядных, например, игуанодонт эоламбия. Наличие водных животных, таких как рыбы и лягушки, а также аргиллита, в котором находятся их останки, указывает на то, что раньше эти участки были поймой реки.
Более ранние слои формации Сидар Маунтин содержат различные виды нодозавров. Старейший стратон, известный как Йеллоу Кэт, содержит останки гастонии, в то время как промежуточные Пойзон Стрип и Руби Ранч содержат останки, которые могут принадлежать зауропельте. Массентучит, который является самым молодым слоем Сидар Маунтин, содержит только анимантаркса.
Окаменелости в этом регионе часто слегка радиоактивны, и остатки анимантаркса фактически были найдены вследствие проведённой Рамалом Джонсом радиологической разведки, которая показала более высокий уровень радиоактивности в определённом месте. Во время раскопок в этом месте и был обнаружен ископаемый скелет анимантаркса.

## Систематика
Анимантаркс рассматривается как нодозаврид из инфраотряда анкилозавров, хотя его точное место в этом семействе остаётся неясным. Самый последний кладистический анализ филогенеза анкилозаврид не включает в себя анимантаркса, хотя авторы относят данный род к нодозавридам incertae sedis из-за его закруглённых надглазничных выступов и шишковидных выпуклостей на лопатках. Два различных исследования показали таксономическую близость анимантаркса к нодозавриду эдмонтонии.